# Gudmundstjärnen, Medelpad
Gudmundstjärnen är en sjö i Sundsvalls kommun i Medelpad och ingår i Indalsälvens huvudavrinningsområde. Sjön har en area på 0,117 kvadratkilometer och ligger 253,6 meter över havet. Sjön avvattnas av vattendraget Bjässjöån.

## Delavrinningsområde
Gudmundstjärnen ingår i det delavrinningsområde (695002-156248) som SMHI kallar för Inloppet i Bjässjön. Medelhöjden är 282 meter över havet och ytan är 11,02 kvadratkilometer. Det finns inga avrinningsområden uppströms utan avrinningsområdet är högsta punkten. Bjässjöån som avvattnar avrinningsområdet har biflödesordning 2, vilket innebär att vattnet flödar genom totalt 2 vattendrag innan det når havet efter 38 kilometer. Avrinningsområdet består mestadels av skog (93 procent). Avrinningsområdet har 0,11 kvadratkilometer vattenytor vilket ger det en sjöprocent på 1 procent.